# Коэффициент упругости
Коэффицие́нт упру́гости, иногда также коэффицие́нт Гу́ка,  жёсткость пружи́ны, — коэффициент, связывающий в законе Гука удлинение упругого тела и возникающую вследствие этого удлинения силу упругости. Применяется в механике твердого тела в разделе упругости. Обозначается буквой k, иногда D или c. Имеет единицу измерения Н/м или кг/с2 (в СИ), дин/см или г/с2 (в СГС).
Коэффициент упругости численно равен силе, которую надо приложить к пружине, чтобы её длина изменилась на единицу расстояния.

## Определение и свойства
Коэффициент упругости по определению равен силе упругости, делённой на изменение длины пружины: 
{\displaystyle k=F_{\mathrm {e} }/\Delta l}.
Коэффициент упругости зависит как от свойств материала, так и от размеров упругого тела. Так, для упругого стержня можно выделить зависимость от размеров стержня (площади поперечного сечения {\displaystyle S} и длины {\displaystyle L}), записав коэффициент упругости как {\displaystyle k=E\cdot S/L}. Величина {\displaystyle E} называется модулем Юнга и, в отличие от коэффициента упругости, зависит только от свойств материала стержня.

## Жёсткость деформируемых тел при их соединении
При соединении нескольких упруго деформируемых тел (далее для краткости — пружин) общая жёсткость системы будет меняться. При параллельном соединении жёсткость увеличивается, при последовательном — уменьшается.

### Параллельное соединение
При параллельном соединении {\displaystyle n} пружин с жёсткостями, равными {\displaystyle k_{1},k_{2},k_{3},...,k_{n},} жёсткость системы равна сумме жёсткостей, то есть {\displaystyle k=k_{1}+k_{2}+k_{3}+\ldots +k_{n}.}
В параллельном соединении имеется {\displaystyle n} пружин с жёсткостями {\displaystyle k_{1},k_{2},...,k_{n}.} Из III закона Ньютона, {\displaystyle F=F_{1}+F_{2}+\ldots +F_{n}.}
(К ним прикладывается сила {\displaystyle F}. При этом к пружине 1 прикладывается сила {\displaystyle F_{1},} к пружине 2 сила {\displaystyle F_{2},} … , к пружине {\displaystyle n} сила {\displaystyle F_{n}.})
Теперь из закона Гука ({\displaystyle F=-kx}, где {\displaystyle x} - удлинение) выведем: {\displaystyle F=kx;F_{1}=k_{1}x;F_{2}=k_{2}x;...;F_{n}=k_{n}x.}
Подставим эти выражения в формулу для суммы сил:
{\displaystyle kx=k_{1}x+k_{2}x+\ldots +k_{n}x;} сократив на {\displaystyle x,} получим:
{\displaystyle k=k_{1}+k_{2}+\ldots +k_{n},} что и требовалось доказать.

### Последовательное соединение
При последовательном соединении {\displaystyle n} пружин с жёсткостями, равными {\displaystyle k_{1},k_{2},k_{3},...,k_{n},} общая жёсткость определяется из уравнения: {\displaystyle 1/k=(1/k_{1}+1/k_{2}+1/k_{3}+\ldots +1/k_{n}).}
В последовательном соединении имеется {\displaystyle n} пружин с жёсткостями {\displaystyle k_{1},k_{2},...,k_{n}.}
Из закона Гука ({\displaystyle F=-kl}, где {\displaystyle l} — удлинение) следует, что {\displaystyle F=k\cdot l.} Сумма удлинений каждой пружины равна общему удлинению всего соединения {\displaystyle l_{1}+l_{2}+\ldots +l_{n}=l.}
На каждую пружину действует одна и та же сила {\displaystyle F.} Согласно закону Гука, {\displaystyle F=l_{1}\cdot k_{1}=l_{2}\cdot k_{2}=\ldots =l_{n}\cdot k_{n}.}  Из предыдущих выражений выведем: {\displaystyle l=F/k,\quad l_{1}=F/k_{1},\quad l_{2}=F/k_{2},\quad ...,\quad l_{n}=F/k_{n}.} Подставив эти выражения в формулу для суммы удлинений и разделив на {\displaystyle F,} получаем {\displaystyle 1/k=1/k_{1}+1/k_{2}+\ldots +1/k_{n},} что и требовалось доказать.

## Жёсткость некоторых деформируемых тел

### Стержень постоянного сечения
Однородный стержень постоянного сечения, упруго деформируемый вдоль оси, имеет коэффициент жёсткости
{\displaystyle k={\frac {E\,S}{L_{0}}},}
где
Е — модуль Юнга, зависящий только от материала, из которого выполнен стержень;
S — площадь поперечного сечения;
L0 — длина стержня.

### Цилиндрическая витая пружина
Витая цилиндрическая пружина сжатия или растяжения, намотанная из цилиндрической проволоки и упруго деформируемая вдоль оси, имеет коэффициент жёсткости
{\displaystyle k={\frac {G\cdot d_{\mathrm {D} }^{4}}{8\cdot d_{\mathrm {F} }^{3}\cdot n}},}
где
dD — диаметр проволоки;
dF — диаметр намотки (измеряемый от оси проволоки);
n — число витков;
G — модуль сдвига (для обычной стали G ≈ 80 ГПа, для пружинной стали G ≈ 78.5 ГПа, для меди ~ 45 ГПа).